# União de Montemor

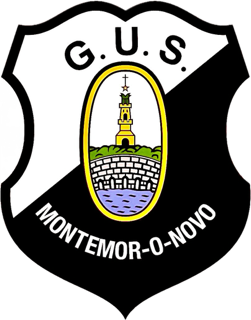

Grupo União Sport de Montemor ist ein portugiesischer Fußballverein aus Montemor-o-Novo.

## Geschichte
União de Montemor wurde 1914 gegründet. In den 1950er Jahren spielte die Mannschaft zeitweise in der zweitklassigen Segunda Divisão, in die sie 1973 zurückkehrte und sich dort erneut fünf Spielzeiten hielt. In den 1980er Jahren schwankte sie zwischen regionaler Distriktmeisterschaft und der Terceira Divisão, in der sie nach deren Zurückstufung zur vierthöchsten Spielklasse Anfang der 1990er Jahre verblieb. 2013 kehrte der Klub in die nun als Campeonato de Portugal bezeichnete dritthöchste Spielklasse zurück, verpasste aber nach zwei Spielzeiten den Klassenerhalt. In den folgenden Jahren schwankte die Mannschaft erneut zwischen vierter Spielklasse und den regionalen Distriktmeisterschaften.